# Падя
Падя (рум. Padea) — село у повіті Долж в Румунії. Входить до складу комуни Дренік.
Село розташоване на відстані 183 км на захід від Бухареста, 34 км на південь від Крайови.

## Населення
За даними перепису населення 2002 року у селі проживала 1031 особа, усі — румуни. Усі жителі села рідною мовою назвали румунську.